# 二號鎮區 (阿肯色州本頓縣)
二號鎮區（英語：Township 2）是位於美國阿肯色州本頓縣的一個鎮區。根據2010年美國人口普查，該地共人口14279人，而該地的面積約為289.67平方千米。

## 地理
二號鎮區的座標為36°15′50″N 93°58′59″W / 36.26389°N 93.98306°W，而該地最高點為海拔高度米（即英尺）。